# Ти Ди Джейкс
То́мас Де́кстер Джейкс (старший) (англ. Thomas Dexter Jakes, Sr.), более известный как Ти Ди Джейкс (англ. T. D. Jakes; род. 9 июня 1957, Саут-Чарлстон, Западная Виргиния, США) — неопятидесятнический епископ и телеевангелист; продюсер, актёр, публицист. Служит старшим пастором мегацеркви «Дом Горшечника» в Далласе; церковь Ти Ди Джейкса еженедельно посещают 17 тыс. прихожан, что делает её одной из десяти крупнейших церквей США  по данным на 2008 г..
Ти Ди Джейкса называют одним из ведущих евангельских лидеров современной Америки. 
Телепрограмму Джейкса «Прикосновение Горшечника» смотрят 67 млн семей ежемесячно.

## Биография

### Начало служения
Томас Декстер Джейкс старший родился 9 июня 1957 года в американском городе Саут-Чарлстон, округа Канова в Западной Виргинии. Томас был младшим из трёх детей в семье Эрнеста и Одит Джейкс. Согласно ДНК-тесту, который Джейкс добровольно прошёл в 2006 году, его предки принадлежали народу игбо, проживающему в Нигерии.
В детстве Томми посещал Первую баптистскую церковь Вандейлии, где пел в церковном хоре и участвовал в различных церковных мероприятиях. Из-за его постоянного присутствия на всех церковных службах, сверстники прозвали Томаса «библейским мальчиком». После окончания средней школы Джейкс поступил в Государственный университет Западной Виргинии, однако проучился в нём всего лишь год. Позже Ти Ди Джейкс получил степень бакалавра искусств (1985), магистра искусств (1990) и доктора служения (1995) в Международном христианском университете друзей.

### Переход в пятидесятничество
В подростковом возрасте Томас посетил богослужение пятидесятнической общины, где, во время молитвы, пережил пятидесятнический опыт крещения Святым Духом. В 1972 году он становится членом данной общины, входившей в деноминацию пятидесятников-унитариев «Храм веры великого Эммануила». В этой же общине он начинает служение проповедника. В 1979 году, в возрасте 22 лет, Джейкс становится аккредитованным служителей данного братства.
В 1982 году Ти Ди Джейкс стал пастором «Храма веры великого Эммануила» в небольшом городке Монтгомери, Западная Виргиния. Его община в тот момент насчитывала 10 членов. Вскоре община переехала в Смитерс (Западная Виргиния), а затем в Саут-Чарлстон (Западная Виргиния). В последнем городе его церковь выросла со 100 до 300 членов. В 1987 году Джейкс был рукоположен на служение епископа в деноминации «Храм веры великого Эммануила». Чуть позже община Джейкса входит в деноминацию пятидесятников-унитариев «Всегда преизбыточествующие небесные собрания».
В 1992 году в Саут-Чарлстоне Ти Ди Джейкс произносит проповедь «Женщина, ты освобождаешься». В следующем году выходит одноимённая книга Джейкса. Впоследствии, книга станет одним из национальных бестселлеров Америки. В том же 1993 году Джейкс начинает телеслужение на каналах Black Entertainment Television и Trinity Broadcasting Network. Одновременно, Джейкс формирует команду служителей и создаёт организацию «Служение Ти Ди Джейкса».

### Церковь «Дом Горшечника»
В мае 1996 года Ти Ди Джейкс с семьей и ещё пятьюдесятью семьями, участвовавшими в его служении, переехали в Даллас, штат Техас. Здесь была основана церковь «Дом Горшечника», которая не вошла ни в одну деноминацию.
В течение короткого времени церковь пережила период бурного роста. В 2000 году была завершена реконструкция здания, купленного церковью для богослужений. Основной зал церкви стал способен вместить 7,6 тыс. прихожан. К этому времени Джейкс проводил три службы каждое воскресение. К 2010 году членами его церкви были 30 тыс. человек.
В 2005 году Ти Ди Джейкс сопровождал президента Буша в его турне по территории, пострадавшей от урагана Катрина. В своих мемуарах Поворотные моменты Буш описывает Джейкса как человека, который «свою веру превращает в действие». 20 января 2009 года преподобный Джейкс привёл утренний молебен в церкви Святого Иоанна (Вашингтон, округ Колумбия) во время инаугурации президента Барака Обамы .
В апреле 2009 года Джейкс проповедовал в Киеве на празднике в честь годовщины основания церкви «Победа» (пастор — Генри Мадава). В следующем 2010 году Джейкс вновь посетил Киев, в качестве спикера Глобального лидерского саммита.

## Награды и признание
Служение Ти Ди Джейкса было отмечено различными наградами и званиями, полученными как от христианских, так и от светских организаций.
В 1999 году газета New York Times включила преподобного Джейкса в список пяти ведущих евангелистов, наиболее часто цитируемых богословов и евангельских лидеров.
В 2001 году фотография Т. Д. Джейкса была помещена на обложку журнала Time; статья о нём начиналась провокационным вопросом: «Не этот ли следующий Билли Грэм?». Позже, в 2005 году Time причислила епископа к двадцати пяти самым влиятельным протестантам в Америке. Сравнение с Билли Грэмом прижилось — впоследствии Джейкса неоднократно называли «афроамериканским Билли Грэмом».
Издание Religion & Ethics Newsweekly включило Джейкса в список 10 самых влиятельных религиозных лидеров. По версии журнала Ebony, Джейкс входит в сотню самых влиятельных афроамериканцев.
Ти Ди Джейкс является почётным доктором некоторых христианских университетов. В различное время он был удостоен различных премий, включая премию Грэмми в 2004 году за хоровой госпел-альбом «Live at The Potter's House».

## Убеждения
Несмотря на то, что церковь «Дом Горшечника» является внеденоминационной, пастора Ти Ди Джейкса описывают как неопятидесятнического проповедника. Джейкс признаёт пятидесятническую доктрину крещения Святым Духом, является сторонником исцеления верой; он также придерживается некоторых позиций евангелия процветания. Джейкс признаёт, что Бог благословляет людей финансово, однако считает, что «это не то послание, которое должна слушать община».

### Учение о Троице
Начавший служение в общинах пятидесятников-унитариев Ти Ди Джейкс долгое время не принимал классического христианского учения о Троице, стоя на позиции модализма. Так, в радиоинтервью в 1998 году Ти Ди Джейкс дал следующее определение своему представлению о Боге: «У нас есть один Бог, но Он является Отцом в творении, Сыном в искуплении и Святым Духом в возрождении». Однако в 2012 году Ти Ди Джейкс заявил, что отныне придерживается тринитарианского учения о Троице и признаёт три личности Единого Бога. Данная позиция окончательно разорвала Ти Ди Джейкса с унитариями.

### Обвинения в гомофобии
Высказывания Ти Ди Джейкса против однополых браков часто приводят к обвинению в гомофобии. В интервью USA Today в 2005 году Джейкс заявил, что не видит оснований в Писании, которые позволили бы ему венчать однополые пары. Джейкс также заявлял, что не сможет принять на работу в церковь практикующего гея. Волну критики вызвало высказывание Ти Ди Джейкса в 2012 году на шоу Опры Уинфри о том, что «секс между двумя людьми одного пола осуждается в Писании».

## Семья
Ти Ди Джейкс женился в 1981 году на Серите Энн Джеймисон. В их семье родилось пятеро детей — Джермейн, Джамар, Кора, Сара и Томас Джейкс младший.
Дети Джейкса часто приковывали внимание христианских и светских СМИ Америки. В 2009 году старший сын Джермейн был арестован полицией за непристойное обнажение на публике. В 2012 году его дочь Сара, нёсшая служение в церкви «Дом Горшечника», заявила о разводе с мужем. Позже Сара опубликовала книгу о своём падении, в которой рассказала о своей беременности в 14 лет, разводе с мужем и последующем возвращении в церковь.

## Фильмография

### Продюсер
- Легко не сдаваться (2009)
- Испытание свадьбой (2011)
- Винни Мандела (2011)
- Женщина, ты свободна! На 7-й день (2012)
- Спаркл (2012)
- T.D. Jakes Presents: Mind, Body & Soul (сериал, 2013)
- Чёрное Рождество (2013)
- Небеса реальны (2014)
- Чудеса с небес (2016)

### Сценарист
- Женщина, ты свободна! (2004)
- Легко не сдаваться (2009)
- Женщина, ты свободна! На 7-й день (2012)

### Актёр
- Знак зверя (2000, играет самого себя)
- Женщина, ты свободна! (2004, играет самого себя)
- Легко не сдаваться(2009)
- Испытание свадьбой (2011)
- Женщина, ты свободна! На 7-й день (2012, играет самого себя)

### Другое
Помимо этого, Ти Ди Джейкс являлся участником или играл самого себя в шоу Чарли Роуза, шоу Опры Уинфри, «Докторе Филе» (шоу Фила Макгроу), передачи «В прямом эфире с Ларри Кингом»; в сериалах  «Добрый день, Лос-Анджелес», «Сделано в Голливуде», «Время для души» и др. американских телепроектах.

## Избранные публикации
Ти Ди Джейкс является автором более 30 книг, 16 из которых являются бестселлерами.
- Woman, Thou Art Loosed (Albury Publishing, 1993)
- Naked and Not Ashamed (Destiny Image, 1995)
- The Harvest (Pneuma Life, 1995)
- Can You Stand to Be Blessed? (Destiny Image, 1995)
- Daddy Loves His Girls (Creation House, 1996)
- Loose That Man and Let Him Go! (Albury Publishing, 1996)
- Lay Aside the Weight (Albury Publishing, 1997)
- The Lady, Her Lover, and Her Lord (Putnam, 1998)
- Maximize the Moment (Penguin Putnam, 2000)
- The Great Investment (Penguin Putnam, 2001)
- God's Leading Lady (Penguin Putnam, 2002)
- He-Motions (Penguin Putnam, 2004)
- Mama Made the Difference (G.P. Putnam's Sons, 2006)
- Reposition Yourself (Atria, 2007)
- Before You Do (Atria, 2008)
- The T.D. Jakes Relationship Bible: Life Lessons on Relationships from the Inspired Word of God (Atria 2011)